# Samodzielny Referat Sytuacyjny „Niemcy”
Samodzielny Referat Sytuacyjny „Niemcy” (Samodzielny Referat Sytuacyjny „N”) – komórka organizacyjna Oddziału II Sztabu Generalnego WP.

Został utworzony w kwietniu 1939 jako ogniwo skupiające całość aktualnych informacji o stanie niemieckich sił wojennych, przewidywany był początkowo dopiero na okres wojny.
Referat ten opracowywał codzienne i tygodniowe komunikaty informacyjne dla Generalnego Inspektoratu Sił Zbrojnych, szefa Sztabu Głównego, Ministerstwa Spraw Wojskowych, Ministerstwa Spraw Zagranicznych, dowództwa Marynarki Wojennej, dowództw utworzonych armii i grup operacyjnych oraz na użytek wewnętrzny Oddziału II; plany poszukiwania wiadomości, stosowanie do sytuacji; specjalne referaty tematyczne w związku z bieżącą sytuacją.
Od połowy czerwca 1939, odbywały się w obecności szefa sztabu codzienne odprawy informacyjne, na których kierownik Samodzielnego Referatu Sytuacyjnego „N” referował komunikat wywiadowczy. Wnioski z codziennych sytuacji szef sztabu opracowywał samodzielnie i referował naczelnemu wodzowi.